# Diolcogaster perniciosa
Diolcogaster perniciosa är en stekelart som först beskrevs av Wilkinson 1929.  Diolcogaster perniciosa ingår i släktet Diolcogaster och familjen bracksteklar. Inga underarter finns listade i Catalogue of Life.